# Ярвинен, Алекс
Алекс Ярвинен (фин. Alex Järvinen; 26 июля 1884 — 1921) — финский борец греко-римского стиля, призёр чемпионата мира.
Алекс Ярвинен родился в 1884 году. В 1910 году он занял второе место чемпионата Финляндии. В 1911 году он выиграл чемпионат Финляндии и завоевал бронзовую медаль чемпионата мира в Хельсинки.